# Carlos Delgado Chalbaud
Carlos Delgado Chalbaud (ur. 20 stycznia 1909 w Caracas, zm. 13 listopada 1950 tamże) – wenezuelski polityk i pułkownik. W 1945 współzałożyciel tajnej organizacji oficerskiej Patriotyczny Związek Wojskowy (UPM), po demokratycznym przewrocie od 1945 do 1948 minister wojny, w 1948 dokonał kolejnego zamachu stanu i stanął na czele junty wojskowej. Został skrytobójczo zamordowany w wyniku konfliktu wewnątrz armii.